# Волощук, Михаил Юрьевич
Михаи́л Ю́рьевич Волощу́к (укр. Михайло Юрійович Волощук; 10 ноября 1934, с. Майдан, Подкарпатская Русь, Чехословакия — 5 февраля 2017, Ужгород, Закарпатская область, Украина) — советский и украинский партийный, государственный и общественный деятель, предприниматель.
Председатель Закарпатского облисполкома (1974—1984, 1991), первый секретарь Закарпатского обкома КП Украины (1990—1991), председатель Закарпатского областного совета (1990—1991). Кандидат экономических наук (1966), доцент.

## Биография
Родился 10 ноября 1934 в селе Майдан Подкарпатской Руси, бывшей тогда частью Чехословакии (ныне село в составе Межгорской поселковой общины Хустского района Закарпатской области Украины), в крестьянской семье.
Окончил Майданскую семилетнюю школу Закарпатской области, а в 1952 году — Мукачевский кооперативный техникум.
С 1954 года — заведующий отделом организационной и кадровой работы Сталинского районного комитета ЛКСМУ города Львова, второй секретарь Ленинского районного комитета ЛКСМУ по пропаганде и агитации города Львова.
Член КПСС с 1956 года.
С 1956 года — секретарь Львовского городского комитета ЛКСМУ по пропаганде и агитации.
В 1957 году окончил вечернее отделение планово-экономического факультета Львовского торгово-экономического института по специальности «экономист торговли».
С 1959 года — заместитель заведующего отделом пропаганды и агитации Закарпатского областного комитета ЛКСМУ; инструктор ЦК ЛКСМУ в Киеве; второй, первый секретарь Закарпатского областного комитета ЛКСМУ.
В 1966 году окончил Академию общественных наук при ЦК КПСС в Москве, с защитой диссертации на кафедре экономических наук на соискание учёной степени кандидата экономических наук. Тема диссертации: «Труд и кадры в социалистической торговле на современном этапе развития». Имел учёное звание доцента.
С 1966 года — заместитель начальника Закарпатского областного управления культуры; первый секретарь Воловецкого районного комитета КПУ Закарпатской области.
С 1970 по 1974 год — инспектор ЦК КПУ.
С апреля 1974 по декабрь 1984 года — председатель исполнительного комитета Закарпатского областного совета народных депутатов.
С 1984 по 1990 год — проректор Ужгородского университета.
С февраля 1990 по июль 1991 года — первый секретарь Закарпатского областного комитета КПУ, одновременно с апреля 1990 по октябрь 1991 года — председатель Закарпатского областного Совета, в апреле—октябре 1991 года — председатель Закарпатского облисполкома.
С 1992 года — генеральный директор акционерного общества «Закарпаткерамика». С 1993 года — Генеральный директор издательского предприятия «Орбита».
С 1998 года — председатель Ассоциации депутатов Закарпатской области всех уровней.
4 марта 1990 года избран народным депутатом Украины, набрав в 1-м туре 73,70 % голосов и победив 4 претендентов (Закарпатская область, Свалявский избирательный округ № 175). Входил в группу «За социальную справедливость». Член Комиссии ВР Украины по иностранным делам.
Кандидат в народные депутаты Украины Верховной Рады XIII созыва, выдвинутый избирателями: 1-й тур — 5,2 % и 6-е место из 18-ти претендентов.
Депутат Верховного Совета УССР 9-10-го созывов, народный депутат Украины 1-го созыва. Член ЦК КПУ 
(1990—1991).

## Награды и звания
- СССР — ордена Трудового Красного Знамени, «Знак Почёта», двенадцать медалей[какие?], две Почётные грамоты Президиума ВС УССР;
- Украина — орден «За заслуги» ІІІ степени (июнь 1997)[4], орден князя Ярослава Мудрого V степени (ноябрь 2004)[5].